# Постоянен ток
Постоянният ток (на английски: direct current, международно означение DC), и често наричан в ежедневието прав ток, е електрически ток, който не се изменя по посока и големина във времето. Характерно за източниците на постоянен ток (в сравнение с тези за променлив) е, че при тях единият им полюс винаги има по-висок електрически потенциал от другия. Източници на прав ток са токоизправителите, батериите, слънчевите клетки, динамата (генераторите на постоянен ток), различните видове сензори и др. Постоянният ток може да протича по кабели (метални проводници), но също така и по полупроводници, и като следствие на емитирани заредени частици – дори във вакуум. При възникване на електрическа дъга от постоянен ток тя гори много устойчиво.

## История
Първите източници на постоянен ток са били галваничните елементи. Най-старият такъв се смята, че е т.нар. багдадска батерия. По-късно Луиджи Галвани преоткрива галваничния елемент.
Първият постояннотоков генератор с „индустриална“ мощност и широко практическо приложение е изобретен от Томас Едисън, но изобретенията и дългогодишната работа на Никола Тесла правят предимствата на променливия ток и съответните генератори очевидни. Постоянният ток обаче не е напълно отхвърлен. Първоначално за токоизправяне на променливия ток са се използвали ротационни преобразуватели и други механични изправители. По-късно се разработват плазмени, лампови, полупроводникови токоизправители.

## Приложение
Постоянният ток е фундаментален за работата на всички електронни устройства, като се използва за захранването на постояннотокови двигатели, зареждане на акумулаторни батерии, заваръчни агрегати, електролиза и други електрохимични процеси и в комуникационната техника. Макар и доста устройства в бита да са захранвани от променлив ток, то тяхната основна електроника работи на постоянен ток, като това става с помощта на полупроводникови токоизправители. Изграждат се също и високоволтови постояннотокови мрежи за пренос на електрическа енергия (High-voltage direct current, HVDC). Предимствата на такава мрежа са много по-малкият брой проводници на единица разстояние, отколкото за променливотокова линия, тъй като не са необходими три фази, отсъства скинефект, няма загуби поради индуктивност и капацитет.